# Disasterpieces
Disasterpieces è il secondo album video del gruppo musicale statunitense Slipknot, pubblicato il 22 novembre 2002 dalla Roadrunner Records.

## Descrizione
Contiene l'intero concerto tenuto dal gruppo presso la London Arena di Londra il 2 febbraio 2002. Inoltre è presente un secondo DVD con i video di Spit It Out, Wait and Bleed, Left Behind e My Plague (New Abuse Mix), mentre di Purity è presente solo la traccia audio.

## Tracce
DVD 1 – The Live Set List
1. People = Shit
2. Liberate
3. Left Behind
4. Eeyore
5. Disasterpiece
6. Purity
7. Gently
8. Eyeless
9. My Plague
10. New Abortion
11. The Heretic Anthem
12. Spit It Out
13. Wait and Bleed
14. (sic)
15. Surfacing

DVD 2 – The Videos
1. My Plague
2. Left Behind (Director's Cut)
3. Wait and Bleed
4. Wait and Bleed (Animated)
5. Spit It Out
6. Purity – audio

## Formazione
- (#0) Sid Wilson – giradischi
- (#1) Joey Jordison – batteria, percussioni
- (#2) Paul Gray – basso
- (#3) Chris Fehn – percussioni, cori
- (#4) Jim Root – chitarra
- (#5) Craig Jones – tastiera, campionatore
- (#6) Shawn Crahan – percussioni, cori
- (#7) Mick Thomson – chitarra
- (#8) Corey Taylor – voce